# Sayyid Ali ibn Hamud
Sayyid Ali ibn Hamud al Bu Said, född 7 juni 1884 på Zanzibar, död 20 december 1918 i Paris, Frankrike var sultan av Zanzibar.
Han var son till Sayyid Hamud ibn Muhammad, och efterträdde sin far som sultan av Zanzibar, 18 juli 1902, den 9 december 1911 abdikerade han till förmån för sin kusin och svärson, Sayyid Khalifa ibn Harub.